# Ferrerías

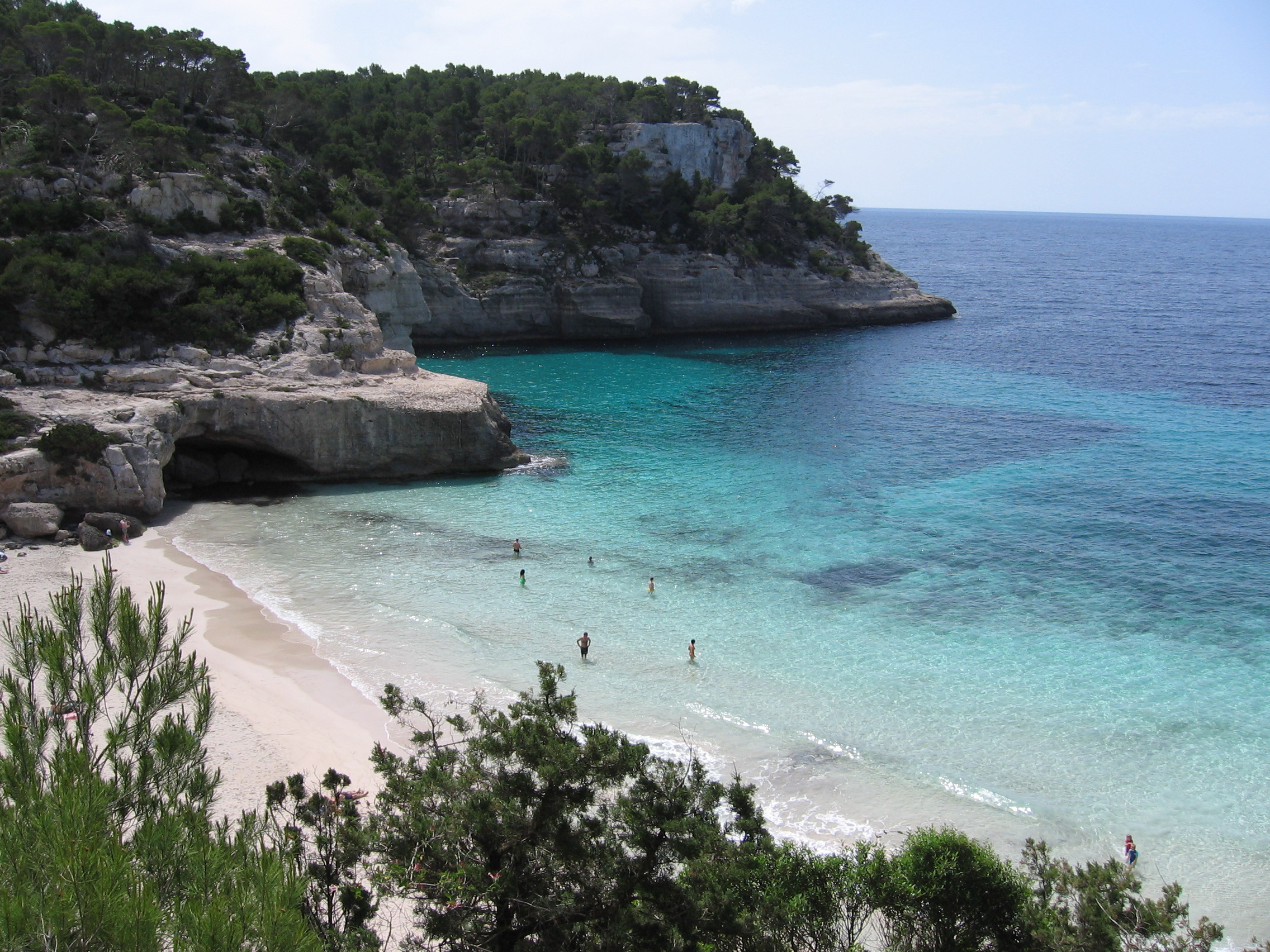
Cala Mediana

Ferrerías (oficialmente en catalán: Ferreries) es una localidad y municipio español de la comunidad autónoma de Islas Baleares. Situado en la isla de Menorca.
Nombre derivado de ferrer y que proviene del latín ferrum. El término municipal de Ferrerías se extiende de norte a sur de la isla, contando con playas en ambos límites que puedes visitar a pie o en barco.
En su término municipal se encuentra el antiguo Castillo de Santa Águeda, en el camino que conduce hasta la costa norte, Camí dels Alocs. Dicho castillo fue la última morada de los últimos moros en la isla, y cuenta la leyenda que el caballo del príncipe moro, al bajar al galope el monte sobre el que está el castillo, clavó con tal fuerza sus pezuñas sobre una piedra, que todavía se conservan las marcas de las herraduras en ella.

## Demografía
Ferrerías cuenta con una población de 5114 habitantes (INE 2024).
| Gráfica de evolución demográfica de Ferrerías entre 1842 y 2021 |
| |
| Población de derecho según los censos de población del INE Población de hecho según los censos de población del INEEn estos censos se denominaba Ferrerías: 1842, 1857, 1860, 1877, 1887, 1897, 1900, 1910, 1920, 1930, 1940, 1950, 1960, 1970 y 1981 |

## Administración y política
| Partido político                                   | 2023  | 2023  | 2023       | 2019  | 2019  | 2019       | 2015  | 2015  | 2015       | 2011  | 2011  | 2011       | 2007  | 2007  | 2007       |
| Partido político                                   | %     | Votos | Concejales | %     | Votos | Concejales | %     | Votos | Concejales | %     | Votos | Concejales | %     | Votos | Concejales |
| Partido Popular (PP)                               | 52,39 | 1377  | 6          | 37,89 | 950   | 4          | 32,44 | 807   | 4          | 36,58 | 902   | 5          | 25,71 | 613   | 3          |
| Entesa                                             | 23,70 | 623   | 3          | 45,47 | 1140  | 6          | 47,95 | 1193  | 6          | 35,60 | 878   | 4          | 38,76 | 924   | 5          |
| Partit Socialista de les Illes Balears (PSIB-PSOE) | 21,65 | 569   | 2          | 14,00 | 351   | 1          | 9,89  | 246   | 1          | 12,98 | 320   | 1          | 18,54 | 442   | 2          |
| Proposta per les Illes (PI)                        | —     | —     | —          | —     | —     | —          | 7,23  | 180   | 0          | —     | —     | —          | —     | —     | —          |
| Unió Menorquina (UMe)                              | —     | —     | —          | —     | —     | —          | —     | —     | —          | 10,50 | 259   | 1          | —     | —     | —          |
| Unió de Centristes de Menorca (UCM)                | —     | —     | —          | —     | —     | —          | —     | —     | —          | —     | —     | —          | 13,72 | 327   | 1          |